# Onze-Lieve-Vrouwkapel (Eizeringen)
De Onze-Lieve-Vrouwkapel is een kapel die zich bevindt in Eizeringen, een deelgemeente van Lennik in de Belgische provincie Vlaams-Brabant. De kapel staat in de tuin van het woonhuis gelegen aan de Puttekensveldweg 20.
De kapel werd in 1940 gebouwd door het echtpaar Joseph Van Rossem en Alice Van der Kelen. Ze hoopten hiermee op een veilige terugkeer na de Tweede Wereldoorlog. Het gebouwtje werd ingezegend door E.H. Van der Schrieck, directeur van het klooster van Eizeringen.
De kapel is opgetrokken in baksteen en wordt bekroond door een overstekend zadeldak van pannen. Een deuropening, waarboven een kruis op de bakstenen is geschilderd, geeft toegang tot de kapel. Langs de binnenkant is de kapel witgepleisterd. Vroeger was er een houten schap tegen de achterwand bevestigd waarop een beeld van Onze-Lieve-Vrouw prijkte.
Vroeger was de kapel omgeven door heesters van meirozen.